# Arsace Nicéphore
Pour les articles homonymes, voir Arsace.
Arsace Nicéphore est un prétendant arsacide au trône des Parthes vers 126-122 av. J.-C.
Mithridate II de Parthie, le fils d'Artaban II, ne succède pas tranquillement à son père ; il doit d'abord s'assurer le trône en combattant deux compétiteurs d'origine inconnue dont seules les monnaies qui portent leur titre en grec, nous ont livré les noms :
- ΒΑΣΙΛΕΩΣ ΜΕΓΑΛΟΥ ΑΡΣΑΚΟΥ ΝΙΚΗΦΟΡΟΥ (Basileus Megas Arsakés Nicéphore)  et  Arsakès Dikaïos Philhellène.